# Сан Хасинто (окръг, Тексас)
Окръг Сан Хасинто (на английски: San Jacinto County) е окръг в щата Тексас, Съединени американски щати. Площта му е 1627 km², а населението - 22 246 души (2000). Административен център е град Колдспринг.